# Сычёв, Константин Васильевич
Константин Васильевич Сычёв (3 (16) марта 1906 год, село Проказно, Пензенская обл. — 25 декабря 1982, Москва) — советский военачальник, генерал-майор, командир 130-й Таганрогской стрелковой дивизии.

## Биография
Родился в 1906 году в с. Проказно Пензенской области в семье рабочего. В Пензе окончил церковно-приходскую школу-четырёхлетку, фабрично-заводскую школу при областной типографии. Работал печатником. Был избран секретарём Пензенской организации МОПР (Международной организации помощи борцам революции), затем — ОСОАВИАХИМа. В составе отдельного Пензенского батальона ЧОН участвует в борьбе с бандитизмом на Кавказе. В 1927 году вступает в ВКП(б) и поступает в 1−ю Ленинградскую артиллерийскую школу. По её окончании служит в артиллерийском полку в Казани (командир огневого взвода, учебной батареи, помощник начальника штаба, начальник штаба). Осенью 1935 года выдерживает вступительные экзамены в Академию Рабоче-Крестьянской Красной Армии им. Фрунзе. Руководство наркомата обороны обращает на К. В. Сычёва внимание. На третьем курсе его отзывают на работу в Центральный комитет партии.
В начале Великой Отечественной войны служит в штабе Юго-Западного фронта. Подаёт рапорт с просьбой «отправить на передний край». В ноябре 1942 года Сычёва назначают заместителем командира 126-й стрелковой дивизии, которая участвует в разгроме армии Паулюса под Сталинградом, становится на пути танков Манштейна в районе Аксая. В боях за освобождение Ростова-на-Дону был контужен и ранен в ногу.
В мае 1943 года полковнику Сычёву поручают сформировать 130-й стрелковой дивизии из состава 156-й и 159-й отдельных стрелковых бригад 28-й армии. 130-я стрелковая дивизия под командованием К. В. Сычёва в августе 1943 года участвовала в прорыве Миус-фронта. За освобождение Таганрога 130-й и 416-й стрелковым дивизиям было присвоено наименование «Таганрогских».
В боях на реке Алле в Восточной Пруссии в начале 1944 года генерал-майор К. В. Сычёв был тяжело ранен.
После войны К. В. Сычёв работал на ответственных должностях в Генеральном штабе. В 1967 году вышел в отставку. Вёл большую работу по патриотическому воспитанию молодёжи. Умер в 1982 году в Москве. Похоронен на Кунцевском кладбище.
Почётный гражданин Таганрога (1973), Мариуполя, Гусева.

## Награды
- Орден Ленина;
- Три ордена Красного Знамени;
- Два ордена Кутузова 2 степени;
- Орден Отечественной войны 1 степени;
- Орден Красной Звезды;
- медали[3]

### Иностранные награды
- Командор Ордена Британской Империи Великобритания (1944)[4]